# Erik Mykland
Erik "Myggen" Mykland (ur. 21 lipca 1971 w Risør) - były norweski piłkarz, występujący jako pomocnik.
Karierę rozpoczynał w klubie z rodzinnego miasta - FCR, potem przeniósł się do Bryne FK i szybko został odsprzedany do Startu. W 1995 przebywał na wypożyczeniu w Utrechcie, rok później przeniósł się do FC Linz. Później grał w Panathinaikosie AO, TSV Monachium i FC København. Z tym ostatnim klubem trzykrotnie został mistrzem Superligaen, a jego koledzy pod jego nieobecność sięgnęli także po Puchar Danii. Nękany kontuzjami Mykland w 2004 roku zdecydował się na zakończenie kariery piłkarskiej. Wznowił ją na krótko w 2008, by odejść ponownie rok później. Był wówczas graczem Startu oraz Drammen FK.
78 razy zagrał w reprezentacji Norwegii, strzelił 2 bramki. Był powołany na mundial 94' i 98' oraz na EURO 2000.